# Kalvskallen
Kalvskallen är en sjö i Borlänge kommun i Dalarna och ingår i Dalälvens huvudavrinningsområde.